# جوني جونستون (ممثل)
جوني جونستون (بالإنجليزية: Johnnie Johnston)‏ هو مغني وممثل أمريكي، ولد في 1 ديسمبر 1915 بسانت لويس في الولايات المتحدة، وتوفي في 6 يناير 1996.

## وصلات خارجية
- جوني جونستون على موقع IMDb (الإنجليزية)
- جوني جونستون على موقع ميوزك برينز (الإنجليزية)
- جوني جونستون على موقع قاعدة بيانات برودواي على الإنترنت (الإنجليزية)
- جوني جونستون على موقع قاعدة بيانات الفيلم (الإنجليزية)